# Strata
Strata ist eine Alternative-Rock-Band aus Campbell, Kalifornien.

## Bandgeschichte
Die Band entstand 2000 unter dem Namen Downside. 2001 erschien unter diesem Namen eine erste EP Sleep mit neun Titeln in Eigenregie, gefolgt von einer weiteren EP Now the Industry is Outnumbered. Their Factories are Burning Down, die 2003 bereits als Strata veröffentlicht wurde. Touren im Vorprogramm von Alien Ant Farm und dredg verschafften ihnen einen höheren Bekanntschaftsgrad, der ihnen schließlich einen Plattenvertrag bei Wind-Up Records einbrachte.
2004 veröffentlichten sie ihr selbstbetiteltes Debütalbum Strata, das auf Platz 41 der Billboard-„Top Heatseekers“-Charts einstieg. Piece By Piece, die erste aus dem Album ausgekoppelte Single, wurde für den Soundtrack des Action-Films The Punisher und des Konsolenspiels Madden NFL 2005 verwendet. Die zweite Single Never There (She Stabs), für die auch ein Video gedreht wurde, erschien auch auf dem Soundtrack des Films Elektra.
Für das zweite Album Strata Presents The End of the World ist als Veröffentlichungstermin der 17. Juli 2007 geplant. Eine erste Single Cocaine (We’re All Going to Hell) daraus wurde bereits im Januar desselben Jahres digital veröffentlicht.

## Diskografie

### Alben
- 2001: Sleep (EP, Eigenveröffentlichung)
- 2003: Now the Industry… (EP, Eigenveröffentlichung)
- 2004: Strata (Wind-Up Records)
- 2007: Strata Presents The End of the World (Wind-Up Records)

### Singles
- 2004: The Panic
- 2005: Never There
- 2007: Cocaine (We’re All Going To Hell)
- 2007: Stay Young